# NL完全
在计算复杂性理论中，NL完全是由全体对NL类完备的语言构成的复杂性类。也就是说，NL完全的语言是NL类中最“难解”和最“有力”的语言。如果有某个确定性的方法可以在对数空间内解决一个NL完全问题，那么就会有NL=L。

## 定义
在全体判定问题中，NL类包含了那些可以用非确定型图灵机在对数空间内解决的问题。这里的图灵机要求有一条只读输入带，和另一条空间上限与输入长度的对数成比例的读写带。类似地，L类包含了可以用同样结构的确定型图灵机解决的判定问题。由于这种图灵机的格局数目只有多项式级别，因此NL和L都是P的子集。
正式地说，一个问题是NL完全的，当且仅当它属于NL，并且所有NL中的判定问题都可以Log-空间规约到它。